# 大森慶次郎
大森 慶次郎（おおもり けいじろう、1871年11月23日（明治4年10月11日） - 1962年（昭和37年）5月11日）は、大正から昭和時代の政治家、銀行家。貴族院多額納税者議員。弟 大森国平の親戚は貴族院議員 小林八右衛門。

## 経歴
大森嘉四郎の長男として山梨県東八代郡南八代村（八代村、八代町を経て現笛吹市八代町南）に生まれ、1896年（明治29年）家督を相続する。早稲田大学文学科を卒業し、南八代村会議員、東八代郡会議員を歴任。1896年（明治29年）甲府市柳町に大森銀行を創立し、のち頭取となる。
1918年（大正7年）山梨県多額納税者として貴族院議員に互選され、同年9月29日から翌年の7月8日まで在任した。

## 栄典
- 1919年（大正8年）10月 - 紺綬褒章[7]